# Colura irrorata

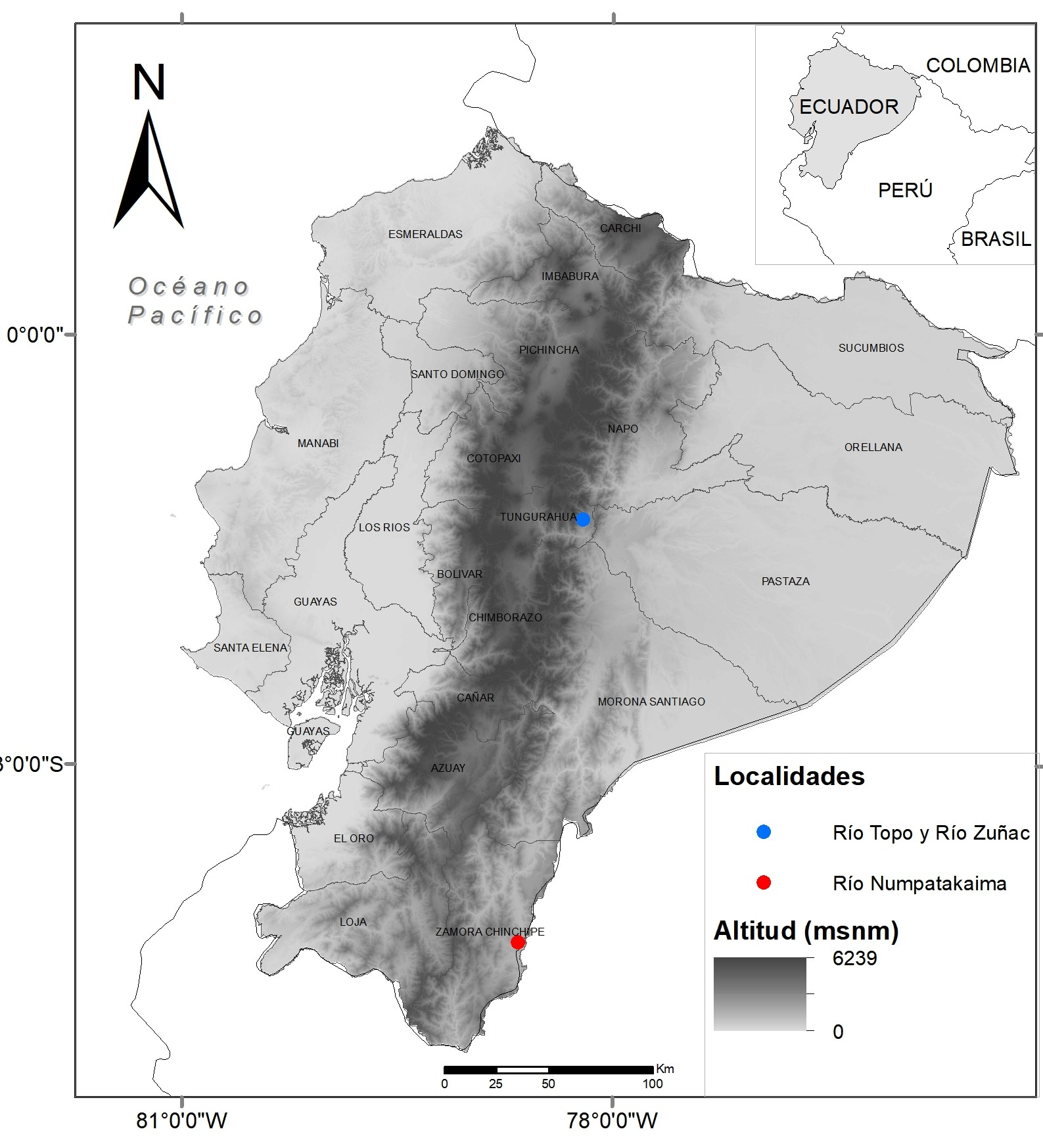
Localidades conocidas de Colura irrorata en Ecuador.

Colura irrorata es una hepática foliosa reófita endémica de Ecuador, actualmente en peligro crítico de extinción. Sus poblaciones son raras, y se limitan al Río Topo y Río Zuñac en la provincia de Tungurahua, y al Río Numpatakaima, Provincia de Zamora Chinchipe.

## Descripción
Es una planta robusta de color verde oscuro con tallo rígido y frondoso de hasta 5 cm de largo, sus hojas son grandes e imbricadas, de hasta 3.5 mm de largo, con un margen profundamente ondulado. Morfológicamente pertenece al clado Cololejeunea-Tuyamaella de la familia Lejeuneaceae, sin embargo, se diferencia de este debido a su exclusiva ramificación tipo Radula, hojas transversalmente insertas sin lóbulos delimitados, numerosos anteridios por bráctea y un gran número de gineceos agrupados en racimos.

## Distribución y hábitat
Únicamente se conocen tres localidades donde se puede encontrar esta planta: su localidad tipo en el Río Topo, en su afluente cercano, el Río Zuñac y en una tercera localidad en el Río Numpatakaima, registrada en el año 2012 durante una expedición en el alto Nangaritza. Las dos primeras localidades (Rio Topo y Río Zuñac) están separadas por más de 400 km con la localidad del Río Numpatakaima, que se encuentra dentro de la Reserva Biológica Cerro Plateado. 
Esta hepática foliosa es encontrada en bancos de tierra cerca de afluentes torrentosos, casi en exclusiva asociación a tallos de Cuphea bombonasae (Lythraceae). Además, ambas localidades sugieren que C. irrorata prefiere lechos de ríos graníticos, bastante planos, con un gradiente bajo y niveles de agua muy variables. En elevaciones entre los 1200 y 1700 m s. n. m. con precipitaciones de entre 6 y 7000 mm al año.

## Taxonomía
Esta rara hepática fue colectada en el año de 1857, en el Río Topo, por el naturalista inglés Richard Spruce, quien la nombró como Myriocolea irrorata, catalogándola en un nuevo género monoespecífico. Después de este hallazgo, la planta no fue vista sino hasta el 25 de septiembre de 2002 (alrededor de 150 años después) donde fue redescubierta 12 km río arriba de su localidad tipo. Fue entonces cuando se realizó una descripción morfológica completa y detallada de esta especie única. Posteriormente, en el año 2012 en base a la topología molecular y una reinterpretación de los rasgos morfológicos, Myriocolea irrorata se transfiere a Colura, como Colura irrorata.

## Amenazas
Esta planta se encuentra en peligro crítico de extinción debido al establecimiento de un proyecto hidroeléctrico en el río Topo. Este proyecto canalizará el río en una serie de túneles que eliminará el 90 % del agua del lecho del río, dejando solo el 10 % del flujo natural, mientras que en el Río Zuñac la población apenas se restringe a un área de 2 metros cuadrados.